# دونكان إف. كينر
دونكان إف. كينر هو دبلوماسي ومحامي وسياسي أمريكي، ولد في 11 فبراير 1813 في نيو أورلينز في الولايات المتحدة، وتوفي بنفس المكان في 3 يوليو 1887. انتخب عضو مجلس نواب لويزيانا ‏.

## وصلات خارجية
- دونكان إف. كينر على موقع الموسوعة البريطانية (الإنجليزية)